# Dolichiscus debilis
Dolichiscus debilis är en kräftdjursart som först beskrevs av Hale 1937.  Dolichiscus debilis ingår i släktet Dolichiscus och familjen Austrarcturellidae. Inga underarter finns listade i Catalogue of Life.